# شاه میرعلی بن حمزه بقعه
شاه میرعلی بن حمزه بقعه مربوط به دوره تیموریان است و در شیراز، دروازه قرآن واقع شده و این اثر در تاریخ ۲۰ فروردین ۱۳۴۵ با شمارهٔ ثبت ۵۳۴ به‌عنوان یکی از آثار ملی ایران به ثبت رسیده است.